# 4640 Hara
4640 Hara је астероид главног астероидног појаса са средњом удаљеношћу од Сунца која износи 2,251 астрономских јединица (АЈ).
Апсолутна магнитуда астероида је 13,1.